# 馬爾莫特區
馬爾莫特區（西班牙語：Distrito de Marmot），是秘魯的一個區，位於該國西北部拉利伯塔德大區的格蘭奇穆省，始建於1876年5月14日，面積300.25平方公里，海拔高度2,200米，2005年人口2,687，人口密度每平方公里8.9人。